# 일본늑대
일본늑대(일본어: 日本狼 니혼오오카미[*])는 늑대중에서 가장 작은 종으로 일본의 혼슈, 시코쿠, 규슈의 산야에 서식하던 것으로 사슴 등을 사냥감으로 떼를 지어 행동하였다. 1839년 Temminck라는 학자가 규슈에서 잡힌 개체를 기준표본으로 발표하였다.
예전에는 일본 문화에서 중요한 부분을 차지하였으며 농사를 망치는 사슴이나 너구리, 멧돼지등을 잡아먹어 농민들에게 신으로 섬겨졌다. 호랑이나 표범같은 대형고양이과 동물이 서식하지 않는 일본에서는 최대 포식동물이었다. 홋카이도에서는 홋카이도늑대가 서식하였다.
하지만 서양의 사상이 들여오면서 해로운 동물로 인식되어 남획이 시작되었으며 서식지가 파괴되어 수가 줄어들어 1905년에 나라현에서 잡힌 젊은 수컷을 마지막으로 멸종되었다. 마지막 일본늑대의 표본은 머리뼈와 박제로 남아 있으며 대영박물관에 보관되어 있다.
하지만 그 뒤에도 일본 전역에서 일본늑대를 보았다는 목격담도 있으나 정확한 것은 알 수 없다. 현재 일본늑대가 멸종되면서 먹이인 대륙사슴이나 멧돼지 등 야생동물의 수가 늘어나면서 생태계가 파괴되어 문제가 발생하고 있다.

## 같이 보기
- 일본견
  - 카와카미 개(川上犬)
- 늑대
  - 히고 늑대(肥後狼犬)
- 늑대 재도입(Wolf reintroduction)